# Сёрвик, Хакон
Хакон Сёрвик (швед. Haakon Sörvik; 31 октября 1886, Гётеборг — 30 мая 1970, Гётеборг) — шведский гимнаст, чемпион летних Олимпийских игр 1908 года.
На Играх 1908 года в Лондоне Сёрвик участвовал только в командном первенстве, в котором его сборная заняла первое место.